# Mike Hauschild
Mike Hauschild (* 2. Mai 1972 in Hoyerswerda) ist ein deutscher Politiker (seit 2023 Freie Wähler, zuvor FDP) und war von 2009 bis 2014 Mitglied des Sächsischen Landtags.

## Leben
Nach der Polytechnischen Oberschule und dem Wehrdienst absolvierte Hauschild eine Lehre als Fliesenleger. Bis 1997 war er als Geselle in verschiedenen Handwerksbetrieben tätig. Den Abschluss der Meisterschule erlangte er 1997 bei der Handwerkskammer Lüneburg als Fliesen-, Platten- und Mosaiklegermeister, seitdem ist er selbstständig mit eigenem Handwerksunternehmen. Hauschild ist seit 2000 zudem als selbständiger und zertifizierter Gutachter für Bauschäden und Baumängel im Hochbau tätig. Er ist verheiratet und lebt mit Frau und zwei Kindern in Bautzen.

## Politik

### Partei
Ab 2005 war Hauschild Beisitzer des FDP-Kreisverbands Bautzen und von 2007 bis 2009 war er Beisitzer der FDP Sachsen. 2005 war er Gründungsvorsitzender des liberalen Jugendverbandes Jungliberale Aktion im Kreis Bautzen. 2016 wurde er zum Vorsitzenden des FDP-Kreisverbandes Bautzen und ein Jahr darauf erneut als Beisitzer in den Landesvorstand der FDP Sachsen gewählt. Hauschild erklärte im September 2023 seinen Austritt aus der FDP. Im November desselben Jahres wurde er Mitglied der Freien Wähler.

### Mandate
Seit der sächsischen Kommunalwahl im Juni 2009 gehört er dem Stadtrat von Bautzen an; er war bis zu seinem Ausscheiden aus der FDP Vorsitzender der FDP-Fraktion. Bei der Landtagswahl 2009 zog er über die Landesliste der FDP in den Sächsischen Landtag ein. Er war Mitglied im Ausschuss für Wirtschaft, Arbeit und Verkehr. Mit dem Ausscheiden der FDP aus dem Landtag bei der Landtagswahl in Sachsen 2014 verlor er sein Abgeordnetenmandat. Er ist seit 2019 Mitglied des Kreistags Bautzen.

### Sprecherfunktionen im Landtag
Mike Hauschild war Sprecher der FDP-Fraktion im Sächsischen Landtag für
- Handwerkspolitik
- Energiepolitik
- Landesentwicklung und Städtebau
- Sorbische Angelegenheiten

Zudem war er Schriftführer im Sächsischen Landtag.